# Hinojosa de San Vicente
Hinojosa de San Vicente es un municipio y localidad española de la provincia de Toledo, en la comunidad autónoma de Castilla-La Mancha. El término municipal tiene una población de 380 habitantes (INE 2024).

## Toponimia
El término Hinojosa de San Vicente proviene de la abundancia de hinojo en la zona y por hallarse en la sierra de San Vicente.

## Geografía
El municipio se encuentra situado «a la parte sur del cerro de San Vicente». Pertenece a la comarca de la Sierra de San Vicente y linda con los términos municipales de Navamorcuende, El Real de San Vicente, Castillo de Bayuela, San Román de los Montes y Marrupe, todos de Toledo.

## Historia
Se encuentra a los pies del Pico de El Piélago. Su nombre proviene de 'hinojal', terreno donde abunda el hinojo, una planta herbácea con propiedades medicinales muy utilizada para remedios caseros. Y a comienzos del siglo XIV, se conocía el poblamiento como Finoiosa, añadiéndole el apellido de San Vicente en el siglo XIX. En el terreno denominado Cerro de San Vicente se fundó la población en 1522. Perteneció a Castillo de Bayuela hasta el 1632, año en el que Felipe IV le dio el título de villa. 
Sus tierras ya debieron estar pobladas durante la prehistoria, debido a los hallazgos arqueológicos encontrados. Por ella pasaron vettones, romanos, visigos y musulmanes. Como poblado, sus raíces se remontan al comienzo de la Baja Edad Media. 
En la parte de la sierra se encuentra «la cueva donde estuvieron ocultos los santos Vicente, Sabina y Cristeta, naturales de Talavera la Vieja que después fueron martirizados en Ávila durante la persecución de Diocleciano». En la antigüedad hubo allí una ermita dedicada a estos santos. De la época musulmana aún se puede observar parte de los vestigios del castillo que mandó construir Miramolin al-Nasi, hijo de Moamat.
En lo alto de su pico se encuentra los restos de un castillo. Está declarado como bien de interés cultural. Su origen se remonta hasta la época musulmana (siglos VIII-XI). Posteriormente, durante la Reconquista, fue una plaza cristiana, atribuyendo a la Orden del Temple su creación. Su construcción está realiza en mampostería unida con argamasa, delimitado en un perímetro de 40 m de lado, aunque de manera irregular. 
Hacia mediados del siglo XIX, la villa tenía contabilizada una población de 1154 habitantes. Por entonces había 300 casas y el presupuesto municipal ascendía a 8600 reales de los cuales 3000 eran para pagar al secretario. Aparece descrita en el noveno volumen del Diccionario geográfico-estadístico-histórico de España y sus posesiones de Ultramar de Pascual Madoz de la siguiente manera:

HINOJOSA DE SAN VICENTE: v. con ayunt. en la prov. de Toledo (12 leg.), part. jud. de Talavera de la Reina (4). aud. territ. de Madrid (18), dióc. de Avila (14), c. g. de Castilla la Nueva. sit. á la parte S. del cerro de San Vicente, rodeada por todos aires de cerros y peñascos, goza de clima templado, reinan los vientos E. y O. y se padecen pulmonias, gastritis continuas, afectos nerviosos y optalmias: tiene 300 casas de ínfima construccion y sin comodidad alguna, 9 calles desiguales enpedradas á trechos y una plaza para los festejos públicos: hay casa de ayunt., otra que en el piso bajo sirve de cárcel y en el alto de escuela, á la cual concurren de 15 á 20 niños de ambos sexos: el maestro percibe 1,100 rs. de dotacion de los fondos municipales; una igl. parr. dedicada á la Purísima Concepcion con curato de primer ascenso y provision ordinaria: en los afueras dos ermitas tituladas de San Roque, al N. y de San Sebastian al S., y por último al SO., inmediato á la igl. el cementerio. Se surte de aguas potables en una fuente que viene encañada de 1/2 leg. de dist. y muy inmediato á ella otra llamada el Pocito. Confina el térm. por N. con el del Almendral y Real de San Vicente; E. Castillo de Bayuela; S. San Román; O. Marrupe, estendiéndose una legua de N. á S., 1 1/2 de E. á O. y comprende una deh. boyal, sit. al O. del pueblo, de 200 fan. de cabida; un monte titulado de la Cueva al mismo lado, con arbolado de encina, rebollos, alcornoques, cornicabras, jaras, retamas y tomillo; formidables canteras de piedra, de que no se hace uso alguno, y por último, el cerrro ó sierra de San Vicente, al N. de la v., en cuyo punto mas encumbrado existen las ruinas de un fuerte cast. de los moros, y en la parte mas áspera, la cueva donde estuvieron ocultos los santos Vicente, Sabina y Cristeta, naturales de Talavera la Vieja, que despues fueron martirizados en Avila durante la persecucion de Diocleciano; sobre ella se edificó una ermita con la advocacion de estos Santos, arruinada en el dia, y 1/2 leg. despues el conv., tambien arruinado llamado del Piélago, orden de Carmelitas descalzos, sitio deliciosísimo en el verano por su temperatura y abundancia de aguas que arrojan en todas direcciones fuentes puras y cristalinas: no hay mas arroyos que los procedentes de las lluvias del invierno. El terreno es de ínfima calidad, con alguno de regadío: los caminos vecinales á los pueblos inmediatos. El correo se recibe en Talavera por balijero 3 veces á la semana. prod.: trigo y centeno con escasez y de ínfima calidad, cerezas, higos y uvas con mas abundancia, legumbres, patatas, aceite y rica seda: se mantiene ganado de cerda, vacuno, lanar y cabrio, siendo preferido el primero, y se cria caza menuda. ind. y comercio: 4 molinos de aceite y venta de la seda para las fáb. de Talavera, y de la uva, que es esquisita. pobl.: 274 vec., 1,154 almas. cap. prod.: 901,675. imp. 25,142. contr.: 74,48 por 100 de esta riqueza. presupuesto municipal 8,600, del que se pagan 3,000 al secretario por su dotacion y se cubre con el valor del fruto de bellota del monte, cuyos árboles pertenecen á los propios y la tierra á particulares; con el de las yerbas que ceden los propietarios y se arriendan de invierno, y con el arbitrio del peso y medida.
Este pueblo se hizo v. en 1632.
(Madoz, 1847, p. 209)

Actualmente, la población continúa conservando sus tradiciones y monumentos y un paraje natural que lo rodea.

## Demografía
Cuenta con una población de 380 habitantes (INE 2024).
| Gráfica de evolución demográfica de Hinojosa de San Vicente entre 1842 y 2021                                         |
| |
| Población de derecho según los censos de población del INE. Población de hecho según los censos de población del INE. |

## Administración
| Periodo   | Nombre                   | Partido       |
| --------- | ------------------------ | ------------- |
| 1979-1983 | Gregorio Ramos Cano      | Independiente |
| 1983-1987 | Gregorio Ramos Cano      | PSOE          |
| 1987-1991 | Gregorio Ramos Cano      | PSOE          |
| 1991-1995 | Cirilo Morales García    | PP            |
| 1995-1999 | Francisco García Sierra  | PSOE          |
| 1999-2003 | Francisco García Sierra  | PSOE          |
| 2003-2007 | Francisco García Sierra  | PSOE          |
| 2007-2011 | Francisco García Sierra  | PSOE          |
| 2011-2015 | Jorge Juan Muñoz Jiménez | PP            |
| 2015-2019 | Jorge Juan Muñoz Jiménez | PP            |
| 2019-2023 | Jorge Juan Muñoz Jiménez | PP            |
| 2023-act. | Roberto Cano Vázquez     | PSOE          |

## Patrimonio histórico-artístico y natural

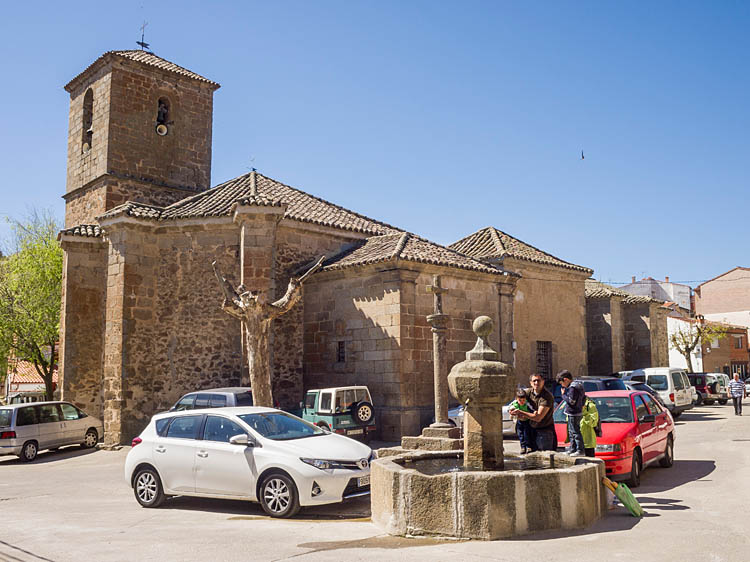
Iglesia de la Concepción

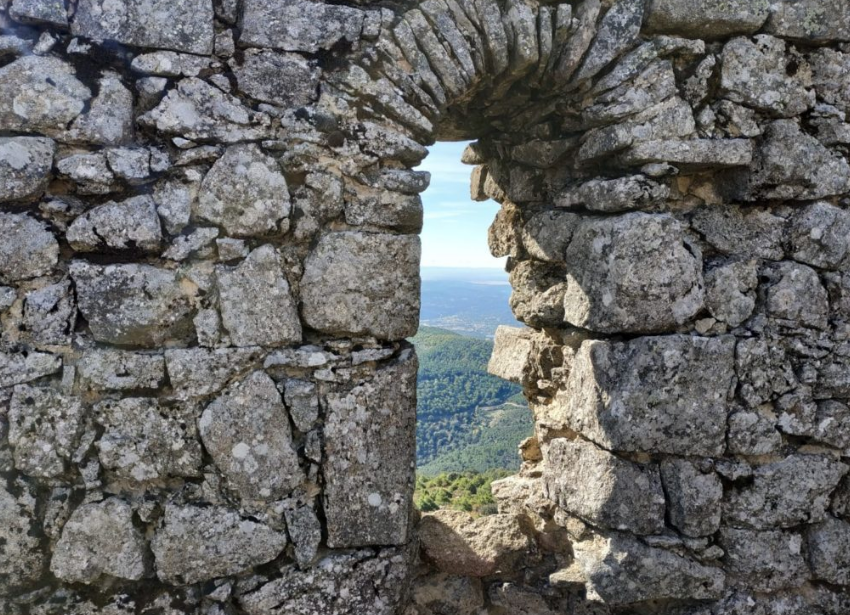
Castillo de El Piélago

- Ruinas del castillo: del castillo: situada también en el cerro de San Vicente, está declarado como Bien de Interés Cultural. Su origen se remonta hasta la época musulmana (siglos VIII-XI). Posteriormente, durante la Reconquista, fue una plaza cristiana, atribuyendo a la Orden del Temple su creación. Su construcción está realiza en mampostería unida con argamasa, delimitado en un perímetro de 40 metros de lado, aunque de manera irregular. El conjunto está completado con dos torreones, uno de ellos de planta circular con 6 metros de diámetro como mejor conservado. También, desde este punto, se puede divisar los valles del Tajo y el Alberche, los Montes de Toledo, el Valle del Tiétar, la Sierra de Gredos y parte de la Vera extremeña.
- Ermita de San Roque y San Sebastián: las dos están construidas en el siglo XVII. La primera es de planta cuadrada, en la cual destaca una singular decoración realizada con pintura que intenta simular cerámica. La segunda está situad en el camino que va hacia Cardiel de los Montes y es de planta cuadrada con cubierta de madera.
- Iglesia de la Concepción: con un estilo gótico tardío del siglo XVI, está compuesta por una sola nave y una torre-campanario. Tiene dos acceso laterales y cinco tramos de arcos que sustentan una techumbre de madera. Destacan el presbítero, de planta poligonal de cinco paños, cubiertos con una bóveda de crucería estrellada al cual le quedan restos de policromía; y la sacristía, realiza en 1564, siguiendo las trazas de Pedro de Tolosa, aparejador del Monasterio de El Escorial.
- Convento de los Carmelitas: Situado en El Piélago en el término municipal de Hinojosa de San Vicente pertenece a la diócesis de Toledo. Actualmente se utiliza para campamentos y la romería de la localidad.
- Ermita de los Santos Mártires: una de las más conocidas de la Sierra de San Vicente por encontrarse en el cerro de San Vicente. Son las ruinas de un antiguo santuario dedicado a estos santos. La tradición dice que los mismos sufrieron la persecución de los romanos a comienzos del siglo IV, refugiándose en esta Sierra, a la que dieron nombre. Una pequeña cueva es el testimonio de la leyenda, donde se dice que los Santos Mártires plasmaron sus huellas en la roca. En 1665, Francisco García de Raudona, se separa de su mujer y se retire de ermitaño a este lugar, donde le acompañarían cinco ermitaños del hábito de San Pablo. Hoy se conserva los restos del muro perimetral del santuario, enmarcando las puertas con monolitos. En origen, el edificio se disponía en altura, con tres pisos, desván y campanario.
- Plaza de la Constitución: dentro de la plaza mayor de la localidad destacan sus agujar, que son un bloques pétreos actúan de cerramiento durante los festejos taurinos. También destaca el ayuntamiento y el “Portal del Polo” y que tiene una inscripción conmemorativa del año 1769 y un reloj de 1859. En el lado este de la plaza existe una casona del año 1704. Como todos los pueblos de la comarca, existe una amplia representación de caños y fuentes, como el conocido Caño del Canuto, del año 1690; los Caños Dorados del siglo XVIII; y numerosos pozos, como el conocido El Pocito, el Pozo Nuevo o el Pozo de la Hontanilla. También existen los restos de antiguos molinos de aceite, y construcciones como zahúrdas, corraleras y pajares.
- El Piélago: El término municipal de Hinojosa de San Vicente está dentro de la Sierra de El Piélago. Un paraje natural de 1223 metros de altura. La carrera popular de la localidad se produce subiendo hasta la explanada de la Sierra. También la romería. Desde su pico se puede ver el Valle del Tajo y los Montes de Toledo.

## Fiestas

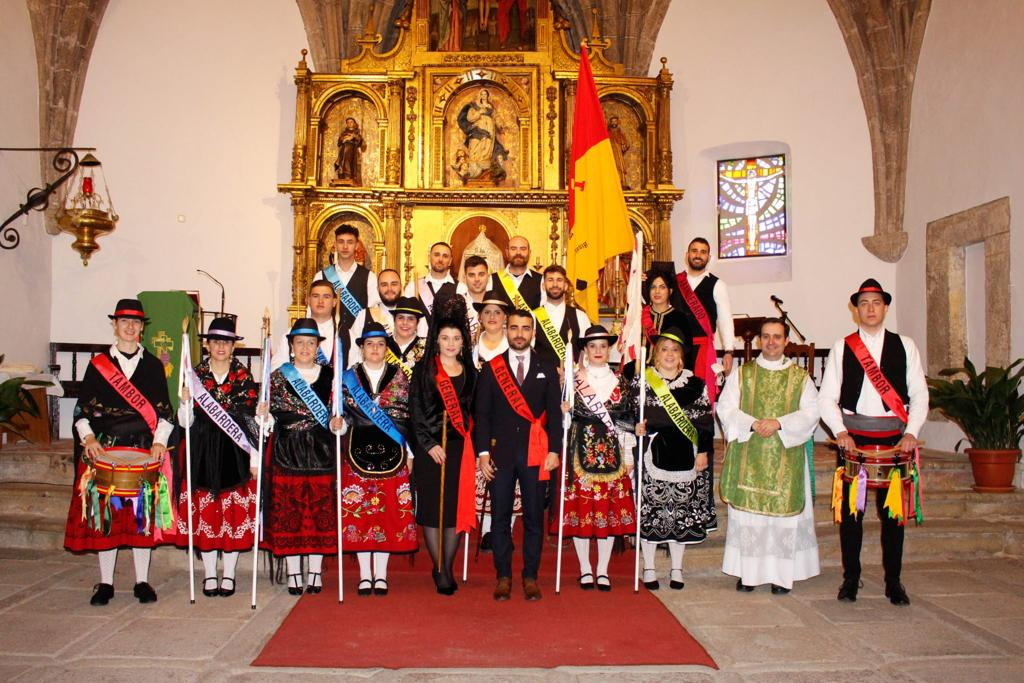
Alabarderos Carnaval

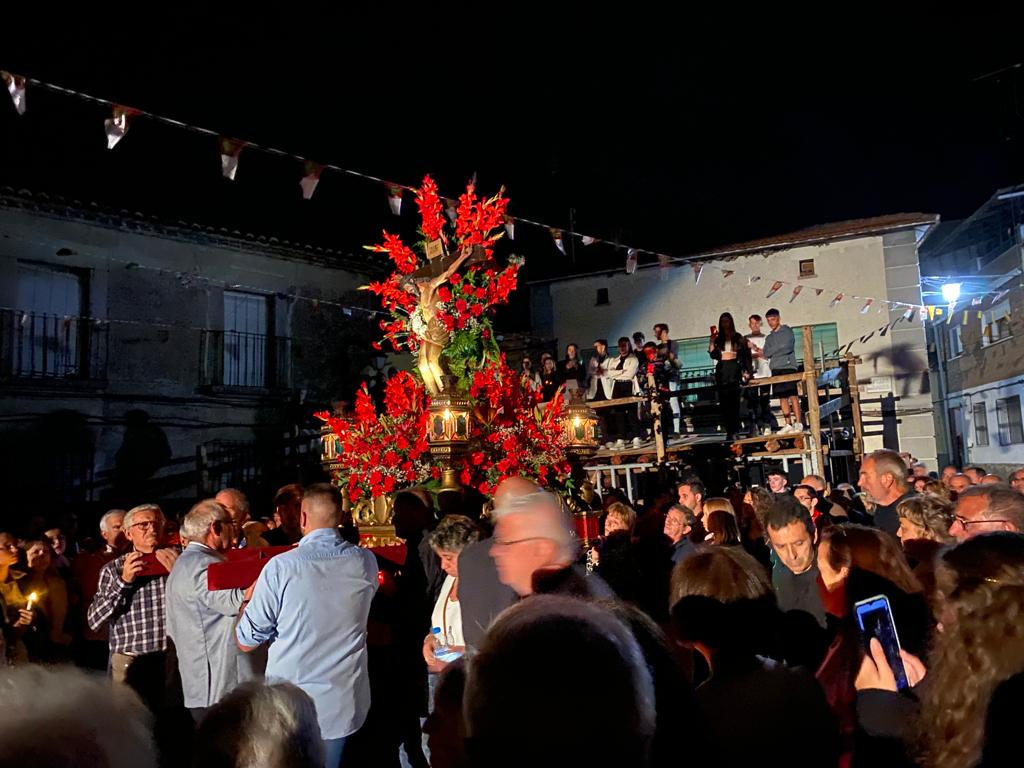
Cristo de la Esperanza

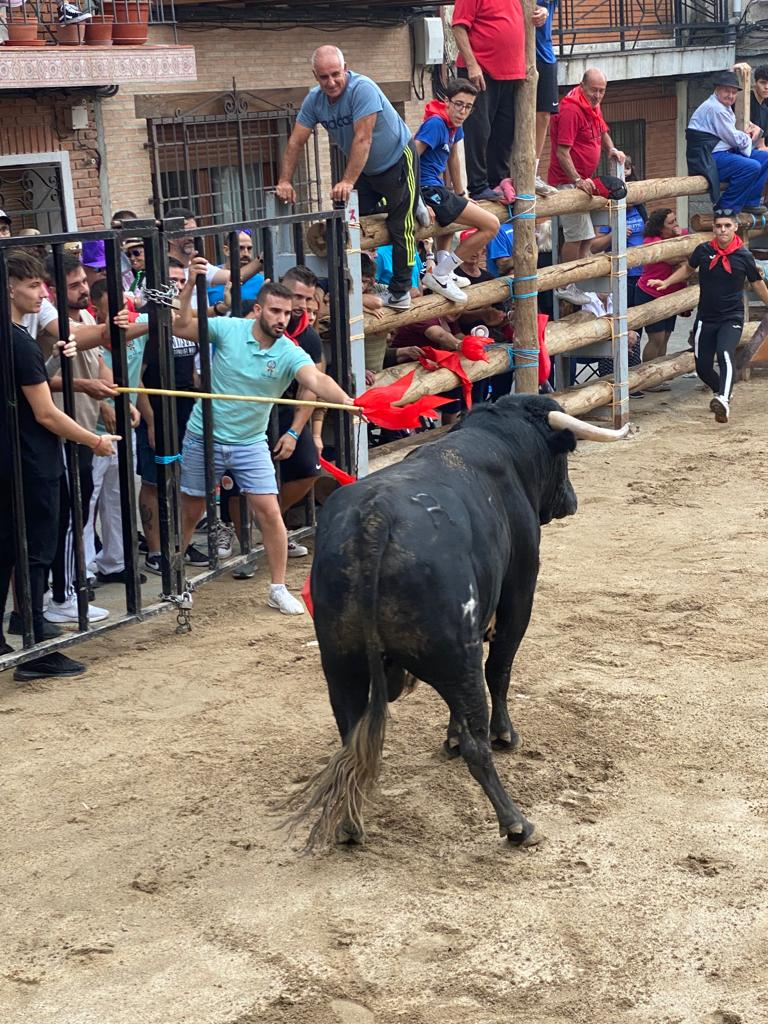
Fiestas Hinojosa de San Vicente

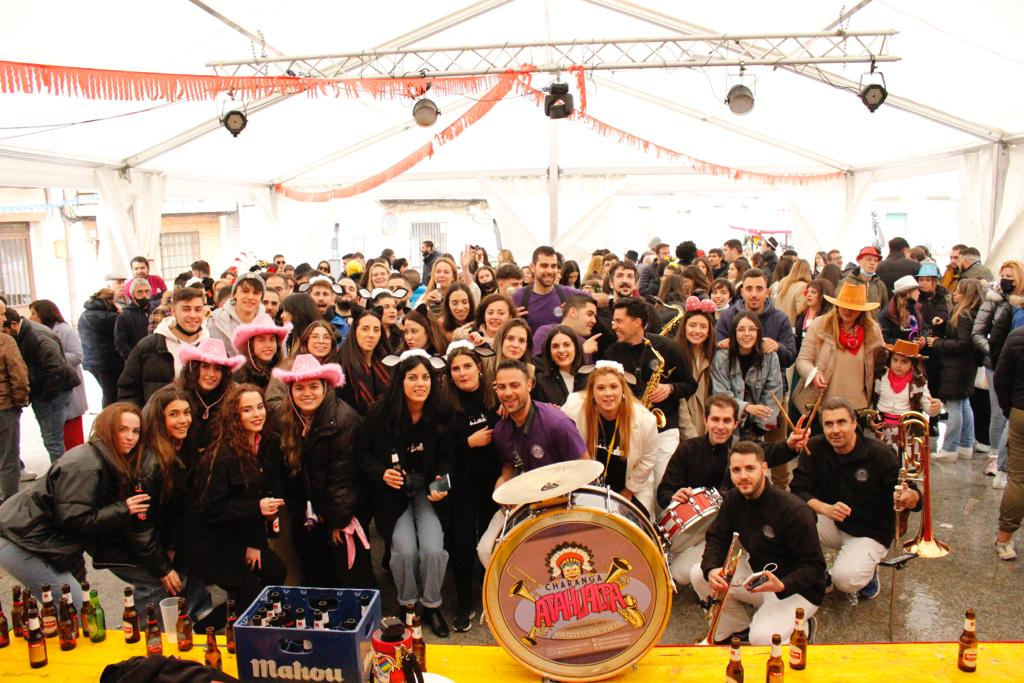
Carnaval Hinojosa de San Vicente

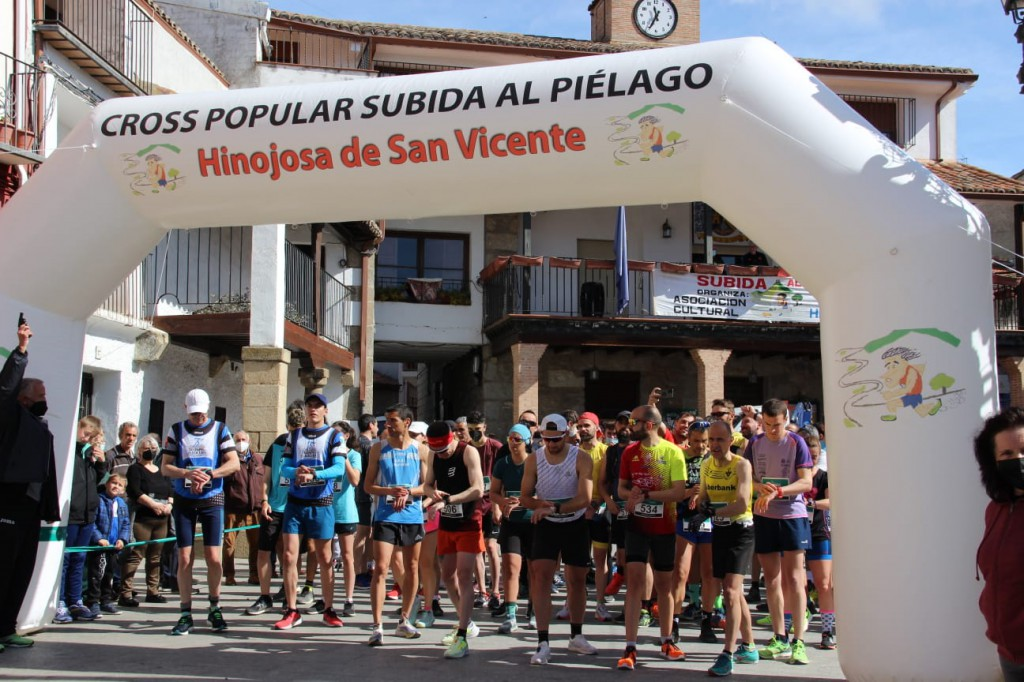
Cross Popular Subida al Piélago

- San Sebastián: 20 de enero, en el que se oficia una misa en la ermita de dicho santo. Este día el cura reparte naranjas de modo simbólico. También están los "maricos", jóvenes disfrazados que asustan a los niños y que sirve como preludio a los carnavales. Estos van pidiendo aguinaldo para luego rifarlo en Carnavales en honor a los santos.
- Carnavales: febrero. Se celebran en febrero. Duran desde el viernes al domingo por la noche. Se han convertido en el carnaval más importante de la comarca. El viernes se da el pistoletazo de salida con el concurso de Tu Cara Me Suena. El sábado es el día grande con autolocos, orquesta, concurso de disfraces, concurso de pinchos en los bares, etc...El domingo, por la mañana, es el día más popular. Se oficia la Santa Misa a la que acuden los alabarderos (las personas que organizan los carnavales) Ese día los jorgos se visten con los trajes típicos y se almuerza en la plaz, se realizan juegos populares y se baila la jota por parte de los alabarderos. Por la tarde se realizan juegos y se termina con una orquesta.
- Día del pueblo: 10 de abril. Independencia del pueblo de Castillo de Bayuela. Se conmemora el día en que se nombra Villa independiente desvinculándose así de Bayuela. Cerca de este día se celebra una carrera popular ascendiendo hasta el Piélago. Es una de las citas deportivas más importantes de la comarca. A ella llegan corredores de todas partes del mundo. Es una carrera de montaña con distintas categorías. Es una prueba dura de 13 km en su etapa reina. Cuenta con distintas pruebas según la edad.
- Fiestas en honor al Stmo. Cristo de la Esperanza: 14 de septiembre. Son las fiestas más grandes de todo el año. Tienen una duración de unos 5-6 días. El 14 de septiembre es el día grande en honor al Stmo. Cristo de la Esperanza. Durante estos días la plaza se convierte en el epicentro del pueblo. Se realizan encierros y suelta de reses. Hay orquestas, castillos para los niños y el pueblo se llena de peñas. El día 14 se realiza la procesión cuyo momento más emotivo se produce en la plaza con el pueblo a oscuras. Se come en las calles y las peñas.
- Cross Popular Subida al Piélago: abril. Es una de las carreras más exigente de toda la comarca. 13 km que recorren la subida a El Piélago desde la Plaza de la Constitución. En esta prueba participan más de 200 corredores en su etapa reina, pero hay distintas pruebas con recorridos de menos a mayor dificultad para todas las edades, siendo a partir de 16 cuando se participa en la etapa de 13 km.
- Semana Santa: Oficios religiosos y distintas procesiones como la del Silencio o Santo Entierro el Viernes Santo. La procesión del "Encuentro" es preparada por los quintos del pueblo, quienes adornan la plaza con tomillo, arbustos, chaparros y un chopo pelado que levantan en la plaza. También colocan banderas de papel en el ramaje o en las ventanas o puertas. Antes de eso llevan toda la noche sin dormir. Se celebra desde el jueves un campeonato deportivo y por la noche hay fiesta durante todos los días. Durante la procesión a primera hora del Domingo de Resurrección se produce la Quema del "Judas" delante del Encuentro en la plaza, pues las imágenes de la Virgen María y el Cristo Resucitado se encuentran en la plaza y quitan el luto a María.
- Romería: se produce desde inicios de la década de los noventa una romería en honor a Nuestra Señora de los Ángeles a la que se sube desde el pueblo hasta lo más alto de la sierra, donde se realizan una misa en el convento carmelita, y se hacen juegos durante todo el día. Se hace el último domingo de mayo. Esta romería surgió como plegaria para que lloviera durante los años secos que se acontecían. Ahora es una festividad religiosa y llena de alegría. Los jorgos se reúnen para comer y bailar durante todo el día en el convento de El Piélago.
- Todos los Santos: noviembre. Como suele ser habitual en los pueblos de España, se ofrece una misa en los cementerios recordando a los familiares ya fallecidos.